# Échenilleur indochinois
Lalage polioptera
Espèce
Statut de conservation UICN

 LC  : Préoccupation mineure
L’Échenilleur indochinois (Lalage polioptera) est une espèce de passereaux de la famille des Campephagidae.

## Répartition et sous-espèces
Selon la classification de référence du Congrès ornithologique international (15.1, 2025) elle se répartit en trois sous-espèces (ordre phylogénique) :
- L. p. jabouillei (Delacour, 1951) — centre-nord du Viêt Nam ;
- L. p. indochinensis (Kloss, 1924) — centre/nord de l'Indochine ;
- L. p. polioptera (Sharpe, 1878) — sud de l'Indochine.

## Systématique
Le nom valide complet (avec auteur) de ce taxon est Coracina polioptera (Sharpe, 1878).
Coracina polioptera a pour synonymes :
- Campophaga polioptera Sharpe, 1878[3]
- Lalage polioptera polioptera[2]
- Lalage polioptera (Sharpe, 1878)[2]